# 櫻半片
櫻半片（日语：桜はんぺん，4月6日—），日本插畫家，主要擔當日本成人遊戲的原畫及人物設計、輕小說封面及插畫工作。在MF文庫J編輯部的部落格介紹為身高192cm的男性，在第一屆台北國際動漫節辦簽名會證實為女性。

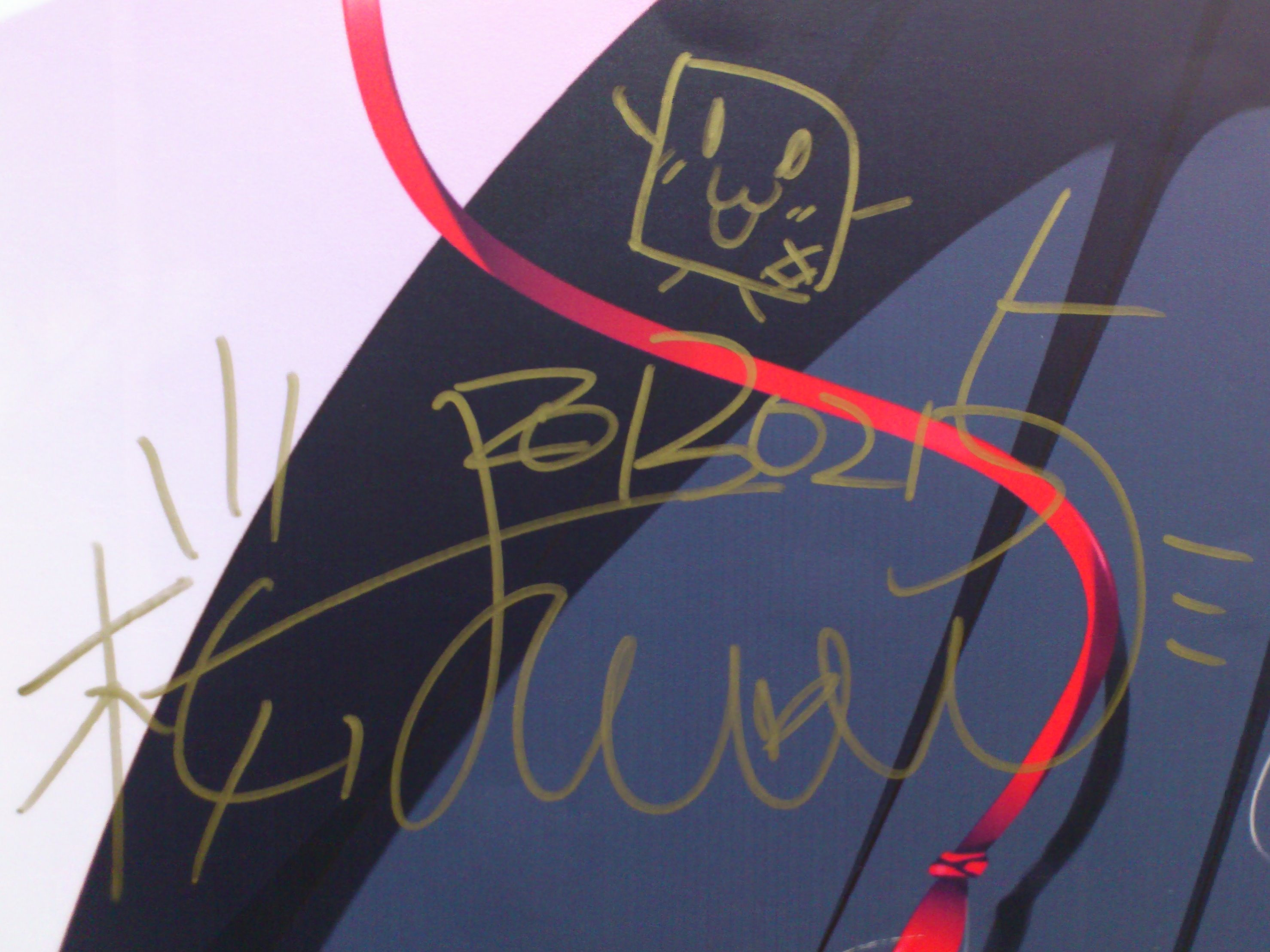
安利美特台北旗艦店內的櫻半片簽名，已於2013年下半年撤除。

## 作品列表

### 成人遊戲
- （HOOKSOFT、2010年9月24日發售）
- SuGirly Wish（HOOKSOFT、2011年9月30日發售）
  - SuGirly Wish -Limited-
- LOVELY QUEST（HOOKSOFT、2012年9月28日發售）
- 晴霽之後定是菜花盛開的好天氣（Parasol、2014年8月29日發售）
- QUINTUPLE☆SPLASH（Parasol、2015年12月25日發售）
- 櫻花片落戀模樣（Parasol、2017年9月29日發售）

### 輕小說
- Concerto Note（西村悠一、HARVEST NOVELS、あっぷりけ原作）
- 精靈使的劍舞（志瑞祐、MF文庫J）

### 其他
- K-ON! 漫畫撰集
- 電視動畫《架向星空之橋》第3話片尾插畫

## 備註
1. ↑  .   [2012-09-02]. （原始内容存档于2014-07-08）.
2. ↑  .   [2013-05-26]. （原始内容存档于2016-06-18）.

## 外部連結
- Petite*Cerisier （页面存档备份，存于）
- すりみ日記 （页面存档备份，存于）
- 桜はんぺん的X（前Twitter）
- 桜のはいったはんぺん的pixiv